# Kvetnica (Poprad)

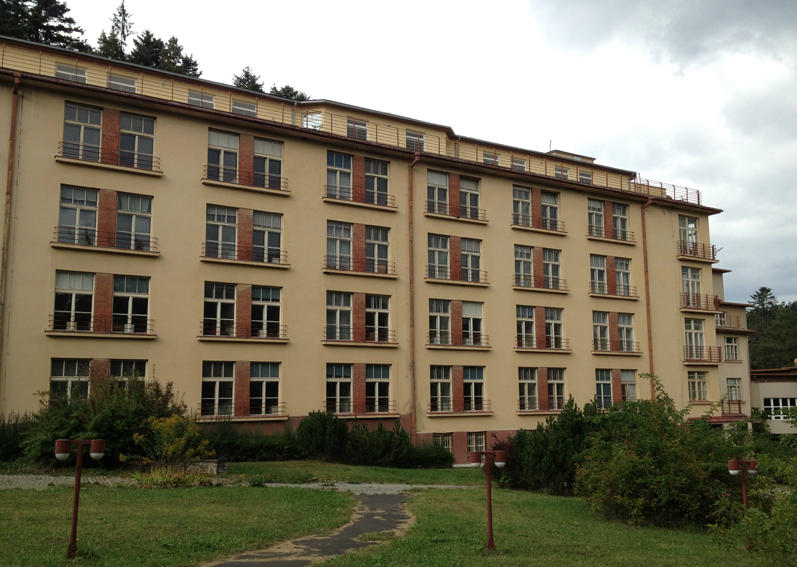
Specializovaná nemocnice na léčbu respiračních nemocí v Květnici

Kvetnica ( německy Blumental je příměstskou částí města Poprad. Leží v lesích pohoří Kozie chrbty. V Květnici žilo 197 obyvatel (2015). Centrální části Květnice dominuje velký dobře udržovaný park s jezírkem a fontánou. V parku se také nachází kostel sv. Heleny. V roce 2003 byl zrekonstruován pod Zámčiskom lyžařský vlek, který byl v provozu jen tři roky. Původně byl vybudován koncem sedmdesátých let minulého století.

## Historie
Zachovaly se zde stopy po pravěkém hradišti. Později podle historika a archeologa Münnicha (vyjádřil se tak r. 1885) existoval nad Květnici hrad. Vrch se dodnes nazývá Zámčisko. V 13. století zde byla založena hornická osada Stríž, která zanikla kolem roku 1462. Na začátku výstavby samotné Květnice byla iniciativa Uherského karpatského spolku a jeho předsedy, hraběte Albína Čákiho (1841 - 1912), postavit na vrcholu Zámčisko turistickou útulnu s rozhlednou. Rekreační osada se začala budovat v roce 1880 pod patronací popradského starosty Eduarda Graffa. Při svých cestách Květnici navštívil bulharský car Ferdinand I.
Účinné klimatické podmínky ji předurčily na výstavbu klimatických lázní. Nepříznivá zdravotní situace po 1. světové válce iniciovala v roce 1920 založení ústavu pro léčbu TBC pro železničáře. V roce 1921 byla založena Masarykova plicní léčebna zaměstnanců československých státních drah. Tuberkulóza a respirační nemoci se zde léčily až do roku 2008, kdy léčebna zanikla.